# Ларинка (верхний приток Полы)
Ларинка (Лоринка) — река в России, протекает в Парфинском районе Новгородской области. Устье реки находится у посёлка Налючи в 69 км по правому берегу реки Пола. Длина реки составляет 28 км, площадь водосборного бассейна — 143 км².
На реке стоят: посёлок при станции Беглово, деревня Беглово Кузьминского сельского поселения, а также Новая Деревня и посёлок Налючи Новодеревенского сельского поселения.

## Данные водного реестра
По данным государственного водного реестра России относится к Балтийскому бассейновому округу, водохозяйственный участок реки — Ловать и Пола, речной подбассейн реки — Волхов. Относится к речному бассейну реки Нева (включая бассейны рек Онежского и Ладожского озера).
Код объекта в государственном водном реестре — 01040200312102000022547.